# Baldwin Park (Kalifornia)
Baldwin Park város az USA Kalifornia államában, Los Angeles megyében. Lakosainak száma 72 176 fő (2020. április 1.).

## Népesség
A település népességének változása:

| 2010 | 75 390 |
| 2020 | 72 176 |